# دولت أباد (حومة بيجار)
دولت أباد (بالفارسية: دولت‌آباد) هي قرية تقع في إيران في حومة. يقدر عدد سكانها بـ 106 نسمة .